# James B. Linder
James B. Linder (* um 1961 in South Carolina) ist ein pensionierter Generalmajor der United States Army. Er war unter anderem Kommandeur der United States Army John F. Kennedy Special Warfare Center and School.
Über das ROTC-Programm der Clemson University gelangte er im Jahr 1983 in das Offizierskorps des US-Heeres. Dort wurde er als Leutnant der Feldartillerie zugeteilt. In der Armee durchlief er anschließend alle Offiziersränge vom Leutnant bis zum Zwei-Sterne-General.
Im Lauf seiner militärischen Karriere absolvierte James Linder verschiedene Kurse und Schulungen. Dazu gehörte unter anderem das Naval War College. Außerdem erhielt er einen akademischen Grad von der Webster University.
Linder wechselte von der Feldartillerie zu den Sondereinheiten (Special Forces). In der Folge absolvierte er dort den für Offiziere in den entsprechenden Rangstufen üblichen Dienst in unterschiedlichen und Standorten. Dazu gehörten auch Aufgaben als Stabsoffizier in verschiedenen Hauptquartieren.
Während seiner militärischen Laufbahn war er in verschiedenen Funktionen als Offizier der amerikanischen Sondereinheiten für über 70 verschiedenen Staaten in Europa, Südostasien, Afrika, dem Nahen Osten sowie in Mittel- und Südamerika zuständig. Er diente unter anderem in der 82. Luftlandedivision, dem 75. Rangerregiment und der 5th Special Forces Group. Nach einer zwischenzeitlichen Schulung auf einem Lehrgang der CIA (Senior Service College Fellowship at the CIA) wurde er auf die Philippinen versetzt, wo er das Kommando über die Joint Special Operations Task Force–Philippines übernahm.
Daran schloss sich eine Versetzung zum Stab der Joint Chiefs of Staff an. Anschließend war er Stabschef beim United States Army Special Operations Command. Es folgte eine Versetzung nach Afghanistan. Dort war Linder stellvertretender Kommandeur der der NATO unterstehenden Sondereinheiten (Deputy Commanding General–Special Operations Forces, NATO Training Mission–Afghanistan). Später wurde er zum United States Africa Command in Stuttgart versetzt, wo er die Leitung des Special Operations Command Africa übernahm.
Zwischen Mai 2015 und Mai 2017 kommandierte James Linder als Nachfolger von Eric Wendt die United States Army John F. Kennedy Special Warfare Center and School. Nachdem er sein Kommando an Kurt L. Sonntag übergeben hatte, kehrte er nach Afghanistan zurück, wo er das Kommando über die Special Operations Joint Task Force – Afghanistan übernahm. Nach dem Ende dieser Berufung im Jahr 2018 wurde Linder auf die MacDill Air Force Base in Florida versetzt. Dort war er bis zu seiner Pensionierung Stabschef des United States Special Operations Commands. 
Seit seiner Pensionierung ist James Linder für private Unternehmen tätig.